# Magnetone nucleare
Il magnetone nucleare (simbolo {\displaystyle \mu _{N}}), è una costante fisica relativa al momento magnetico intrinseco delle particelle fondamentali. I momenti magnetici delle particelle pesanti, come i nucleoni e i nuclei atomici sono espresse in unità di magnetone nucleare.
Il magnetone nucleare è definito come:
{\displaystyle \mu _{N}={{e\hbar } \over {2m_{p}}}}
dove:
- {\displaystyle e} è la carica elementare,
- {\displaystyle \hbar } è la costante di Planck ridotta,
- {\displaystyle m_{p}} è la massa a riposo del protone.

Nel Sistema internazionale di unità di misura vale:
{\displaystyle \mu _{N}} = 5,050 786 6(17) × 10-27 J·T-1

## Significato fisico
Nel 1928 il fisico inglese Paul Adrien Maurice Dirac formulò l'equazione di Dirac, che descrive le particelle elementari a spin ½. All'epoca erano poche le particelle conosciute, in particolare l'elettrone e il protone erano considerate le particelle elementari che componevano l'atomo.
Le particelle descritte dall'equazione di Dirac soddisfano determinate proprietà tra cui la seguente: il valore del loro momento magnetico è:
{\displaystyle \mu ={\frac {q\hbar }{2m}}}
dove:
- {\displaystyle q} è la carica elettrica della particella,
- {\displaystyle m} è la massa a riposo della particella,
- {\displaystyle \hbar } è la costante di Planck ridotta.

Sperimentalmente venne verificato che il momento magnetico dell'elettrone misurato corrispondeva al valore predetto dall'equazione di Dirac: l'elettrone è una particella elementare. Il momento magnetico dell'elettrone è anche usato come unità di riferimento e viene indicato col nome di magnetone di Bohr. 
Analogamente era previsto che il momento magnetico del protone misurato corrispondesse al valore del magnetone nucleare (il momento magnetico di una particella di Dirac con la massa del protone), in quanto si pensava che il protone fosse una particella elementare. Tuttavia il valore misurato corrispondeva a 2.793 {\displaystyle \mu _{N}} e per decenni nessuno fu in grado di spiegare il cosiddetto momento magnetico anomalo del protone.
Quando negli anni '60 venne proposto il Modello a quark costituenti, fu possibile spiegare il valore anomalo del momento magnetico del protone e del neutrone in termini dei momenti magnetici dei quark. Il protone e il neutrone non sono particelle elementari, ma sono composti da quark e gluoni, i quali sono particelle elementari.

### Momento magnetico anomalo del protone
Il valore anomalo del momento magnetico del protone è pari a:
{\displaystyle \mu _{P}=2.793\ \mu _{N}}
Considerando che il protone è costituito da 2 quark up e un quark down, il suo momento magnetico può essere calcolato tramite i coefficienti di Clebsch-Gordan. Espresso in funzione dei momenti magnetici dei quark risulta essere pari a:
{\displaystyle \mu _{P}={4 \over 3}\mu _{u}-{1 \over 3}\mu _{d}}

### Momento magnetico anomalo del neutrone
Analogamente il valore anomalo del momento magnetico del neutrone è pari a:
{\displaystyle \mu _{n}=-1.913\ \mu _{N}}.
Considerando che il neutrone è costituito da 2 quark down e un quark up, il suo momento magnetico può essere calcolato tramite i coefficienti di Clebsch-Gordan. Espresso in funzione dei momenti magnetici dei quark risulta essere pari a:
{\displaystyle \mu _{n}={4 \over 3}\mu _{d}-{1 \over 3}\mu _{u}}
Le relazioni precedenti sono espresse in termini dei momenti magnetici dei quark, dove:
{\displaystyle \mu _{u}={{q_{u}\ \hbar } \over {2m_{u}}}} è il momento magnetico del quark up, {\displaystyle q_{u}=+{2 \over 3}e} è la carica elettrica frazionaria del quark up,
{\displaystyle \mu _{d}={{q_{d}\ \hbar } \over {2m_{d}}}} è il momento magnetico del quark down, {\displaystyle q_{d}=-{1 \over 3}e} è la carica elettrica frazionaria del quark down,
{\displaystyle e} è la carica elementare,
{\displaystyle \hbar } è la costante di Planck ridotta,
{\displaystyle m_{u}=m_{d}=0.344\ GeV/c^{2}} è la massa dei quark costituenti considerata.